# Kaliyakkavilai
Kaliyakkavilai é uma panchayat (vila) no distrito de Kanniyakumari, no estado indiano de Tamil Nadu.

## Demografia
Segundo o censo de 2001,  Kaliyakkavilai  tinha uma população de 13,307 habitantes. Os indivíduos do sexo masculino constituem 49% da população e os do sexo feminino 51%. Kaliyakkavilai tem uma taxa de literacia de 77%, superior à média nacional de 59.5%: a literacia no sexo masculino é de 81% e no sexo feminino é de 74%. Em Kaliyakkavilai, 11% da população está abaixo dos 6 anos de idade.